# Tjusthults naturreservat
Tjusthult är ett naturreservat  i Vetlanda kommun i Jönköpings län i Småland.
Området är skyddat sedan 2001 och är 117 hektar stort. Det är beläget 15 kilometer öster om Vetlanda och 2 kilometer söder om sjön Vrången. Reservatet består mest av ett naturskogsområde med hällmarksskog och en mosse.

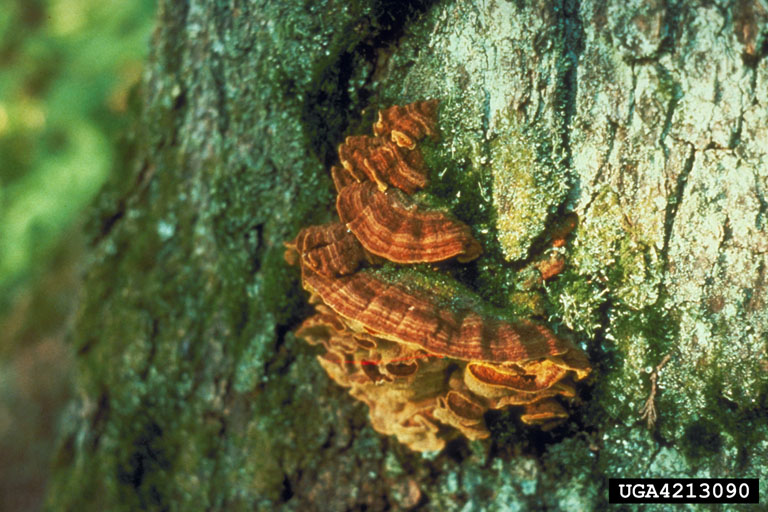
Tallticka

I den södra delen av området ligger en bergig höjd med hällmarkstallskog med mycket gamla träd. Marken på dessa högre partier är en mosaik av hällar och försumpade sänkor och i söder är området delvis mycket storblockigt.  Där har man hittat arter som laven kortskaftad ärgspik, orkidén knärot och skalbaggen Thymalus limbatus.
I den lägre, norra delen ligger en mosse med fastmarksholmar. Myren är bevuxen med gles och lågvuxen tallskog. Markvegetationen domineras av olika ris t.ex. ljung, skvattram och dvärgbjörk. I detta fuktiga område kan man finna gul näckros, dystarr,  kallgräs, praktmossa, uddvitmossa och sileshår. Bland signalarter i övrigt kan korallrot, missne, stor revmossa, blåmossa och tallticka nämnas.
Höglandsleden passerar strax söder om naturreservatet.